# Isabella Mortimer
Isabella Mortimer, contessa di Arundel (Herefordshire, 1247 (dopo tale data) – 1292 (prima del mese di aprile)), figlia di Matilde de Braose, baronessa Wigmore e di Roger Mortimer, I barone Wigmore.

## Biografia
Isabella nacque dopo il 1247 in un'importante una potente casata delle Marche gallesi, i Mortimer. Suo padre Roger fu il I barone Wigmore e sua madre Matilde de Braose.
Il padre provvide personalmente ad uccidere il ribelle Simone V di Montfort nella Battaglia di Evesham e la madre fu artefice di un piano che liberò il principe Edoardo I d'Inghilterra dalle mani dei nobili insorti.
Attorno al 14 maggio 1260Isabella si sposò con il primo marito, John FitzAlan, VII conte di Arundel (14 settembre 1246 - 18 marzo 1272). La famiglia FitzAlan aveva origini bretoni ed aveva ereditato il titolo di conte in quella generazione, il nonno di John, John FitzAlan, Signore di Oswestry, aveva sposato Isabella d'Aubigny, figlia del terzo conte di Arundel che gli aveva portato in dote il titolo.
Isabella e John insieme ebbero almeno due figli:
- Riccardo FitzAlan (3 febbraio 1267 - 9 marzo 1302), sposò Alice di Saluzzo, fra i suoi figli Elenora FitzAlan che sposò Henry de Percy, I barone Percy che combatté contro Pietro Gaveston
- Matilde FitzAlan (morta dopo l'ottobre 1298)

Nel 1272 rimase vedova e si risposò l'anno dopo con Ralph D'Arderne che morì in una data ignota. Il 2 settembre 1285 si risposò per la terza volta, per farlo dovette pagare una somma ingente per la licenza matrimoniale, ma alla fine convolò a nozze con Robert de Hastang. Non si sa se dai suoi due ultimi matrimoni abbia avuto figli, il terzo marito ne aveva sicuramente giù di suoi ed è presumibile che si sia presa cura di loro.
Dal re Enrico III d'Inghilterra le venne affidato l'11 marzo 1268 il castello di Farnham, che si aggiungeva a quello di Porchester e al suo terzo della foresta di Arundel, beni che le spettavano come pensione vedovile.
Non si conosce esattamente la data della sua morte, diverse fonti la collocano o prima del 1292 o dopo il 1300.